# Rivière de Mont-Louis
Rivière de Mont-Louis är ett vattendrag i Kanada.   Det ligger i provinsen Québec, i den östra delen av landet, 800 km nordost om huvudstaden Ottawa.
I omgivningarna runt Rivière de Mont-Louis växer i huvudsak blandskog. Runt Rivière de Mont-Louis är det mycket glesbefolkat, med 4 invånare per kvadratkilometer.